# Élections municipales de 2009 dans la région de Montréal
Les élections municipales québécoises de 2009 se déroulent le 1er novembre 2009. Elles permettent d'élire les maires et les conseillers de chacune des municipalités locales du Québec, ainsi que les préfets de quelques municipalités régionales de comté.

## Montréal

### Baie-D'Urfé
| Candidats pour la mairie | Vote            | %               |
| ------------------------ | --------------- | --------------- |
| Maria Tutino (Sortante)  | Sans opposition | Sans opposition |

### Beaconsfield
| Candidats pour la mairie       | Vote  | %    |
| ------------------------------ | ----- | ---- |
| David Pollock                  | 3 963 | 62,8 |
| Bob Bennedetti (Sortant)       | 1 938 | 30,7 |
| Hela Labene                    | 408   | 6,5  |
| Taux de participation : 45,9 % |       |      |

### Côte-Saint-Luc
| Candidats pour la mairie      | Vote            | %               |
| ----------------------------- | --------------- | --------------- |
| Anthony Housefather (Sortant) | Sans opposition | Sans opposition |

### Dollard-Des Ormeaux
| Candidats pour la mairie       | Vote  | %    |
| ------------------------------ | ----- | ---- |
| Edward Janiszewski (Sortant)   | 8 630 | 85,4 |
| Shameem Siddiqui               | 1 471 | 14,6 |
| Taux de participation : 29,1 % |       |      |

### Dorval
| Partis | Partis                           | Candidats pour la mairie | Vote            | %               |
| ------ | -------------------------------- | ------------------------ | --------------- | --------------- |
|        | Équipe Action Dorval Action Team | Edgar Rouleau (Sortant)  | Sans opposition | Sans opposition |

### Hampstead
| Candidats pour la mairie       | Vote  | %    |
| ------------------------------ | ----- | ---- |
| William Steinberg (Sortant)    | 1 291 | 61,0 |
| David Sternthal                | 825   | 39,0 |
| Taux de participation : 44,7 % |       |      |

### Kirkland
| Candidats pour la mairie | Vote            | %               |
| ------------------------ | --------------- | --------------- |
| John W. Meaney (Sortant) | Sans opposition | Sans opposition |

### L'Île-Dorval
| Candidats pour la mairie   | Vote            | %               |
| -------------------------- | --------------- | --------------- |
| Gisèle Chapleau (Sortante) | Sans opposition | Sans opposition |

### Mont-Royal
| Partis                         | Partis            | Candidats pour la mairie | Vote  | %    |
| ------------------------------ | ----------------- | ------------------------ | ----- | ---- |
|                                | Action Mont-Royal | Vera Danyluk (Sortante)  | 3 263 | 66,8 |
|                                | Indépendant       | André Krepec             | 1 624 | 33,2 |
| Taux de participation : 37,5 % |                   |                          |       |      |

Élection partielle pour le poste de maire en 2010
- Organisée en raison de la démission de la mairesse Vera Danyluk pour raisons de santé au printemps 2010.

### Montréal-Est
| Partis                         | Partis                          | Candidats pour la mairie | Vote | %    |
| ------------------------------ | ------------------------------- | ------------------------ | ---- | ---- |
|                                | Équipe du nouveau centenaire    | Robert Coutu             | 803  | 50,1 |
|                                | Équipe renaissance Montréal-Est | Yvon Labrosse (Sortant)  | 800  | 49,9 |
| Taux de participation : 57,6 % |                                 |                          |      |      |

### Montréal-Ouest
| Candidats pour la mairie       | Vote  | %    |
| ------------------------------ | ----- | ---- |
| Beny Masella                   | 1 311 | 78,1 |
| Emile Subirana                 | 367   | 21,9 |
| Taux de participation : 45,9 % |       |      |

### Pointe-Claire
| Candidats pour la mairie  | Vote            | %               |
| ------------------------- | --------------- | --------------- |
| Bill McMurchie (Sortante) | Sans opposition | Sans opposition |

### Sainte-Anne-de-Bellevue
| Candidats pour la mairie       | Vote  | %    |
| ------------------------------ | ----- | ---- |
| Francis Deroo                  | 1 256 | 58,0 |
| Bill Tierney (Sortant)         | 911   | 42,0 |
| Taux de participation : 60,2 % |       |      |

### Senneville
| Candidats pour la mairie       | Vote | %    |
| ------------------------------ | ---- | ---- |
| George Mc Leish (Sortant)      | 329  | 69,4 |
| Christopher Jackson            | 145  | 30,6 |
| Taux de participation : 69,3 % |      |      |

### Westmount
| Candidats pour la mairie | Vote            | %               |
| ------------------------ | --------------- | --------------- |
| Peter F. Trent           | Sans opposition | Sans opposition |